# سدشکنان
سدشکنان (انگلیسی: The Dam Busters) یک فیلم جنگی است که در سال ۱۹۵۵ منتشر شد. از بازیگران آن می‌توان به ریچارد تاد، مایکل ردگریو، چارلز کارسون و رابرت شاو اشاره کرد.

## خلاصه داستان
بریتانیا سرسختانه در تلاش است تا راهی برای کوتاه کردن جنگ جهانی دوم پیدا کند. بدین منظور حمله‌ای شجاعانه به قلب صنعت آلمان پیشنهاد می‌شود. در ابتدا این نقشه غیرممکن به نظر می‌رسید تا اینکه یک دانشمند بریتانیایی سلاحی اختراع می‌کند که قابلیت نابود کردن هدفهای از پیش تعیین شده را دارد…

## جوایز
این فیلم کاندیدای ۱ اسکار (کاندیدای اسکار بهترین جلوه‌های ویژه) در سال ۱۹۵۶ شد.